# Суутари, Онни
Онни Суутари (фин. Onni Suutari; 29 апреля 2003, Раахе) — финский футболист, нападающий клуба «Оулу».

## Биография
Воспитанник клуба «Раахе». В 2018 году перешёл в клуб ОЛС, входящий в структуру клуба «Оулу». С 2020 года выступал за старшую команду ОЛС в третьем дивизионе Финляндии. В ходе сезона 2021 года переведён в состав «Оулу». Дебютировал в высшем дивизионе Финляндии 31 октября 2021 года в матче против КТП. 28 мая 2022 года забил свой первый гол в матче против СИК (1:0). Во второй половине 2022 года играл на правах аренды за клуб второго дивизиона Финляндии «Гнистан». В 2023 году вернулся в «Оулу» и стал финалистом Кубка финской лиги.
В начале 2024 года был отдан в полугодичную аренду в клуб чемпионата Эстонии «Калев» (Таллин). Забил первый гол за таллинский клуб в дебютном матче, 3 марта 2024 года в ворота «Таммеки», спустя две минуты после выхода на замену.
В июне 2024 года был вызван в молодёжную сборную Финляндии (до 21 года) на товарищеские матчи, провёл 2 игры.